# Quentape
Quentape (Khenthap) foi possivelmente uma rainha consorte do Antigo Egito durante a I dinastia.

## Evidência
Embora não seja mencionada no registro arqueológico contemporâneo à Primeira dinastia, seu nome está registrado no fragmento de uma estela de xisto que se encontra no Museu do Cairo, parte da mesma estela que teria sido composta pela Pedra de Palermo. Os sete fragmentos sobreviventes da estela apresentam uma lista de faraós do Egito Antigo, desde a Primeira até a Quinta dinastia, sendo nomeada "Anais reais do Império Antigo". Foi confeccionada provavelmente durante a Quinta dinastia, pois o último faraó mencionado é Neferirkare II, terceiro governante da Quinta dinastia. Adicionalmente a pedra menciona o nome da mãe de cada rei. A inscrição do nome de Quentape a coloca como mãe de Djer (Quenquenés), mas não registra nenhum de seus títulos.

## Sobre a pessoa
A inscrição no fragmento do Cairo menciona Quentape como mãe de Hórus Djer (chamado Quenquenés por Mâneto). Ela também apresenta o nome Iti associado a Djer. Como mãe de Djer, Quentape teria sido uma esposa de Hórus-Aha (chamado Atótis por Mâneto), embora não haja qualquer documento que a associe diretamente a Hor-Aha. Silke Roth, por sua vez, propõe que Quentape tenha sido uma esposa de Teti I, um rei mencionado nas listas reais de Sacará e Turim e lá descrito como um governante que ocupou o trono por somente 1 ano e 45 dias.
O nome de Quentape significa "músico do (deus) Hapi", o que pode apontar para uma função religiosa que ela tenha assumido durante a vida, uma vez que seu nome é conectado com um deus e remete ao que ocorre com o título dos reis posteriores 'Boi de sua mãe'.